# 普罗洛奇诺耶村委员会
普罗洛奇诺耶村委员会（俄语：Проточенский сельсовет）是俄罗斯联邦阿斯特拉罕州利曼区所属的一个村委员会。其下辖有1个居民点，行政中心为普罗洛奇诺耶。据2015年统计，该村委员会的人口为610人。